# Youri Mulder
Youri Mulder (Brüsszel, 1969. március 23. –) holland válogatott labdarúgó, edző.
A holland válogatott tagjaként részt vett az 1996-os Európa-bajnokságon.

## Sikerei, díjai
Schalke 04
- Német kupa (2): 2000–01, 2001–02
- UEFA-kupa (1): 1996–97